# Mamoudou Gassama
Mamoudou Gassama (Diafounou Diongaga, Malí; 1 de enero de 1996) es un inmigrante maliense en Francia, conocido porque, el 26 de mayo de 2018, subió cuatro pisos de un edificio de departamentos en París en 30 segundos para salvar a un niño de cuatro años que estaba colgado de un balcón. El padre del niño aparentemente había dejado al niño desatendido para irse de compras, y después fue acusado de dejar a su hijo sin supervisión.
La alcaldesa de París, Anne Hidalgo, llamó a Gassama «hombre araña del 18» en referencia al distrito 18.º de la ciudad donde se realizó el rescate. El 28 de mayo de 2018, el presidente Emmanuel Macron se reunió con Gassama en el Palacio del Elíseo para agradecerle personalmente. Fue galardonado con la Médalle d'honneur pour acte de courage et de dévouement y le ofreció un trabajo en el servicio de bomberos; Macron prometió darle la ciudadanía francesa.
Gassama nació en Mali. Viajó a Europa a través de Burkina Faso, Níger y Libia, donde fue arrestado y golpeado. Cruzó el Mediterráneo y obtuvo documentos para permanecer legalmente en Italia, pero viajó a Francia en septiembre de 2017 para unirse a su hermano mayor. Los informes de prensa enfatizaron la similitud entre Gassama y Lassana Bathily, otro inmigrante musulmán de Malí que fue aclamado como un héroe en Francia y se le ofreció la ciudadanía por su valentía.

## Distinciones honoríficas
- Medalla de Honor "por actos de devoción y coraje", categoría Oro, de la República Francesa (2018).[9]
- Medalla de la Villa de París, máxima distinción de la ciudad de París (2018).[10]